# جامعة خملنيتسكي الوطنية
جامعة خملنيتسكي الوطنية (بالأوكرانية: Хмельницький національний університет) إحدى الجامعات الأوكرانية ذات المستوى الرابع من الاعتماد
تقع الجامعة في مدينة خملنيتسكي أوبلاست غرب أوكرانيا، ومنذ عام 2004 أجرت الجامعة كافة المتطلبات لتتحول لنظام التعليم الجامعي الأوروبي.

## الحرم الجامعي والمباني التابعة
تضم الجامعة 9 مبان ومختبرات فنية، بنيت على مساحة قدرها 58,989 متر مربع؛ ومكتبة علمية، تحتوي على 7 قاعات للقراءة، 3 قاعات مخصصة للوثائق العلمية والتقنية والأدب واللغات الأجنبية، وإجمالي الكتب هو 610,000 كتاب.

## الكليات والمعاهد
- كلية الاقتصاد والأعمال
- كلية الإدارة
- كلية العلوم الإنسانية
- كلية البيئة
- كلية الفنون
- كلية اللغات
- كلية الهندسة الميكانيكية
- كلية الهندسة الكهربائية
- كلية علوم الحاسوب
- كلية الأجهزة الإلكترونية
- كلية العلاقات الدولية
- كلية الرياضيات التطبيقية
- كلية الدراسات العليا

## رؤساء الجامعة
- هانجورف سيميون ميخايلوفيج - من عام 1962 إلى 1969
- كاربيلونكا ميخايل أيفانوفيج - من عام 1969 إلى 1974
- سيلين رادمير ايفانوفيج - من عام 1974 إلى 2001
- سكيبا نيكولا ايكورافيج - من عام 2001